# Männer im Ring
Männer im Ring ist ein Kinodokumentarfilm aus dem Jahr 1990 des Schweizer Regisseurs Erich Langjahr. Der Film ist Langjahrs persönliches Geschenk zum 700. Geburtsjahr der Schweizerischen Eidgenossenschaft.

## Entstehung
Der Film «Männer im Ring» entstand zum Jubiläum „700 Jahre Eidgenossenschaft“ und bildet den letzten Teil einer Trilogie, zu der auch „Morgarten findet statt“ (1978) und „Ex Voto“ (1986) gehören.
2020 wurde der Film mit Hilfe von Memoriav (Verein zur Erhaltung des audiovisuellen Kulturgutes der Schweiz) digital restauriert.

## Inhalt
Die Männer von Appenzell Ausserrhoden stimmten an der Landsgemeinde in Hundwil 1989 für oder gegen das kantonale Frauenstimmrecht ab. An diese besondere Landsgemeinde war auch die Zuger Regierung eingeladen, die wegen der Bedeutung dieses Geschäftes in corpore, inklusive Landschreiber, daran teilnahm.
Der Film ist eine Ethnografie der Ereignisse um diese jahrhundertealte Tradition. Er zeigt wie die hergebrachte Ordnung in Konflikt mit der neuen Zeit gerät und wie die Appenzellerinnen und Appenzeller dem historischen Tag entgegenfiebern. Die Landsgemeinde 1989 war die letzte Männerlandsgemeinde von Appenzell Ausserrhoden.
Andreas Furler schrieb 1991 über diesen Film im Tagesanzeiger: «Statt auf bevormundenden Kommentar stellt Erich Langjahr in „Männer im Ring“ auf den ethnografischen Blick ab, der die besten Schweizer Dokumentarfilme seit jeher auszeichnet. Alte, überfällige Zöpfe sollen abgeschnitten werden. Doch man hängt an ihnen, befürchtet instinktiv, dass mit ihnen ein Teil der überkommenen Identität verlorengeht. In den bald abstrusen, bald träfen Argumenten der Appenzellerinnen und Appenzeller vor Langjahrs Kamera kommt genau dieser Widerstreit von Verstand und Gefühl zum Ausdruck.»

## Rezeption
Der Film «Männer im Ring» wurde mehrmals ausgezeichnet. Der Film fand nicht nur in der deutschsprachigen Schweiz, sondern auch in den französisch und italienisch sprechenden Landesteilen sowie international Beachtung.
Aus Anlass des Jubiläums «50 Jahre Frauenstimmrecht» auf Bundesebene erfuhr der Film ab 2020 eine Reprise. Er wurde trotz der Covid-19-Pandemie in verschiedenen Kinos der deutschsprachigen Schweiz gezeigt. Der bereits 30 Jahre früher entstandene Film erreichte so auch ein jüngeres Publikum, das mit dem Frauenstimmrecht aufgewachsen ist. Riccarda Naef kam zur Welt, als Appenzell Innerrhoden das Frauenstimmrecht einführte. «Männer im Ring» hat ihr gut gefallen. «Es ist nicht nur ein Dok-, sondern auch ein künstlerischer Film, der poetische Bilder zeigt,» meinte die Performancekünstlerin und Kulturvermittlerin, die sich auch als Feministin bezeichnet, gegenüber der Appenzeller Zeitung.

## Festivalvorführungen
- 22. Festival International du film documentaire Nyon, 13.–20. Oktober 1990
- 33. Internationales Leipziger Festival für Dokumentar- und Animationsfilm, Internationale Leipziger Filmwoche (DE), 23.–29. November 1990
- 26. Solothurner Filmtage, 22.–27. Januar 1991
- 19. Festival du film, Institut international des Droits de l’Homme, Strasbourg (FR), 14.–24. März 1991
- 7. Tage des unabhängigen Films Augsburg (DE), 13.–17. März 1991
- 6. Internationales Dokumentarfilmfestival München (DE), 12.–21. April 1991
- 44. Festival internazionale del Film Locarno, 7.–17. August 1991
- 15. Festival Cinéma, Television et Mond rurale, Saint Flour (FR), 16.–27. Oktober 1991
- 15. Duisburger Filmwoche (DE), 12.–17. November 1991
- 28. International Film Festival Karlovyvary (CS), 9.–18. Juli 1992
- 5. Internationales Filmfestival „Der neue Heimatfilm“ Freistadt (AT), 27.–30. August 1992
- 7. Calcutta International Film Festival (IN), 10.–30. November 1992
- Society for visual anthropology Film and Video Festival, San Francisco 1992
- Int. Ethnographic Film Festival, Göttingen 1993
- Pärnu Int. Visual Anthropology Festival, Pärnu Estonia 1994

## Auszeichnungen
- "Mention spéciale" du Jury Internat., 22. Festival International du Film Documentaire Nyon 1990[10]
- "Mention spéciale" du Jury public, 22. Festival International du Film Documentaire Nyon 1990
- Ehrendiplom der Internationalen Jury, 33. Leipziger Dokfilmwoche 1990[11]
- "Le grand prix documentaire", Festival du Film de Strasbourg de l'Institut International des Droits de l'Homme, 1991[12]
- "Honorable Mention" American Anthropological Association, Society for visual anthropology film and video festival, San Francisco 1992[13]
- "Honorable Mention" Int. Ethnographic Film Festival, Göttingen 1993
- The award issue by "the Baltic Independent", Pärnu Int. Visual Anthropology Festival, Pärnu Estonia 1994
- Qualitätsprämie Eidg. Departement des Innern